# 建比良鳥命
建比良鳥命（タケヒナトリノミコト）乃《古事記》之記述，《日本書紀》則記作武日照命（タケヒナテルノミコト）、武夷鳥命、天夷鳥命（アメノヒナトリノミコト）、大背飯三熊之大人（オホセヒノミクマノウシ）、武三熊之大人，祂是日本神話裡的神祇。根據支配出雲國（今島根縣東部）的地方官出雲國造代代相傳的《出雲國造傳統略》所示，別名尚有天日照命（アメノヒナテルノミコト）。

## 概要

### 日本書紀之記載
根據《日本書紀》卷第二記載，高皇產靈尊派遣天穗日命下降至葦原中國撥亂反正，想不到此神佞媚於大己貴神，過了三年卻不回報。再遣其子大背飯三熊之大人（オホセヒノミクマノウシ，又名武三熊之大人），也是跟著天穗日命媚附大己貴神，未曾回報。
此外，同書卷第五的記載，崇神天皇60年秋7月向群臣說：「武日照命從天上帶下來神寶，藏於出雲大神宮，朕想看看此寶。」故派遣矢田部造祖先武諸隅前去，但適逢出雲臣祖先出雲振根前往筑紫國，其弟飯入根上貢此神寶。返回的出雲振根獲悉此事，對其弟心懷不滿，興起殺害他的念頭。於是兄長振根邀弟飯入根前往止屋淵，並暗中將自己的真刀換成木刀。抵達止屋淵時，振根又提議下水游泳，兩人解下所佩之刀。後來振根先上岸，取其弟所佩之真刀，飯入根大驚，上岸欲取兄長之刀，才發現竟是木刀，最後死於兄長的刀下。這段故事的原型，來自《古事記》裡日本武尊砍殺出雲建的橋段。

### 古事記之記載
據《古事記》上卷之紀錄，天照大神以建速須佐之男命之十拳劍生出宗像三女神後，速須佐之男命取天照大神所纏左髻之八尺瓊勾玉玉串，滌勾玉於天之真名井而於口碎之，吹氣生出男神正勝吾勝勝速日天之忍穗耳命、右髻之勾玉則生出天之菩卑能命、脖子之勾玉生成天津日子根命、左手之勾玉變成活津日子根命、右手之勾玉生成熊野久須毘命。
次段又曰天之菩卑能命有子名建比良鳥命，為出雲國造、無邪志國造、上菟上國造、下菟上國造、伊自牟國造、津島縣直、遠江國造之祖。

## 解說
神名裡的「建（タケ）」為「武威」，「比良鳥（ヒラトリ）」可寫成「鄙照（ひなてる）」，也就是掃盪邊境之意。

## 信仰
在日本主祭建比良鳥命的神社計有下述：
- 小牧宿禰神社（長崎縣對馬市峰町）
- 鷲宮神社（埼玉縣久喜市）

## 內部連結
- 天菩比神

## 外部連結
- （日語）天鳥船神の実体 ─ 香取神たる経津主神に関連して[永久]